# Eva Lindal
Eva Lindal (* 1958 in Stockholm) ist eine schwedische Geigerin, die gelegentlich auch Bratsche spielt.

## Leben und Wirken
Lindal stammt aus einer Musikerfamilie; ihr Großvater ist der griechische Komponist Nikos Skalkottas, ihre Großmutter die litauische Geigerin Mathilde Temko, und ihre ältere Schwester ist die Geigerin Anna Lindal. Sie wuchs in Stockholm auf und studierte von 1973 bis 1976 an der Königlichen Musikhochschule Stockholm, mit weiteren Studien in der Schweiz und im kanadischen Banff. 1998 lernte sie Connie Crothers kennen und begann darauf ihr Improvisationsstudium.
Von 1986 bis 2000 war Lindal Mitglied des Sinfonieorchesters des schwedischen Rundfunks (Sveriges Radios Symfoniorkester). Seitdem ist sie als freiberufliche Musikerin tätig, mit besonderem Schwerpunkt auf Neue Improvisationsmusik und zeitgenössische Musik sowie der Musik des Barock. Nach einem Besuch des Skalkottas-Archivs in Athen, wo sie Manuskripte unveröffentlichter Werke ihres Großvaters studierte, stellte sie das Programm für das Konzert Katastrof i djungeln (2014) zusammen, mit dem sie Skalkottas in Schweden vorstellte. Zudem entdeckte sie womöglich die Werke der Komponistin Sofia Ganeshian (1899–1987), die sie auch zur Aufführung brachte. Weiterhin ist sie Mitglied von Katzen Kapell, Rebaroque sowie der zeitgenössischen Gruppen MA und KammarensembleN. Sie tritt regelmäßig im Trio mit Bill Payne (Klarinette) und Carol Liebowitz (Klavier), sowie im Duo mit Anna Lindal auf, außerdem im Trio WE mit Mattias Windemo (Gitarre), Jonny Axelsson (Schlagzeug) und im Trio Filip, mit Filip Auguston (Bass), Christopher Cantillo (Schlagzeug) sowie in Kooperationen mit Connie Crothers, Oskar Schönning, Barriärorkestern Stockholm, Cullberg Ballet, Ensemble recherche, Bit 20 (Bergen), Sonanza, Karlsson Barock und dem Drottningholm Theater.

## Diskographische Hinweise
- Bill Payne, Eva Lindal, Carol Liebowitz: Payne Lindal Liebowitz (Line Art Records, 2014)
- Eva Lindal, Anna Lindal: Bäver (Disorder, 2020)
- Eva Lindal & Thomas Bjelkeborn: Lindal & Bjelkeborn (Triptychos, 2023)[4]
- Eva Lindal / Virg Dzurinko: Hotel at the End of the World: The Music of Sofia Ganeshian (2024)[5]